# Williams FW18
Chronologie des modèles (1996)
Williams FW17 Williams FW19
La Williams FW18 est la monoplace de Formule 1 de l'écurie Williams F1 Team engagée au cours de la saison 1996, aux mains de Damon Hill et Jacques Villeneuve, fils de Gilles, en provenance du CART.
Comme ses devancières, elle est équipée du V10 Renault et chaussée de pneus Goodyear, et est une évolution de la Williams FW17B de 1995, conçue par Adrian Newey sous la direction technique de Patrick Head.

## Historique

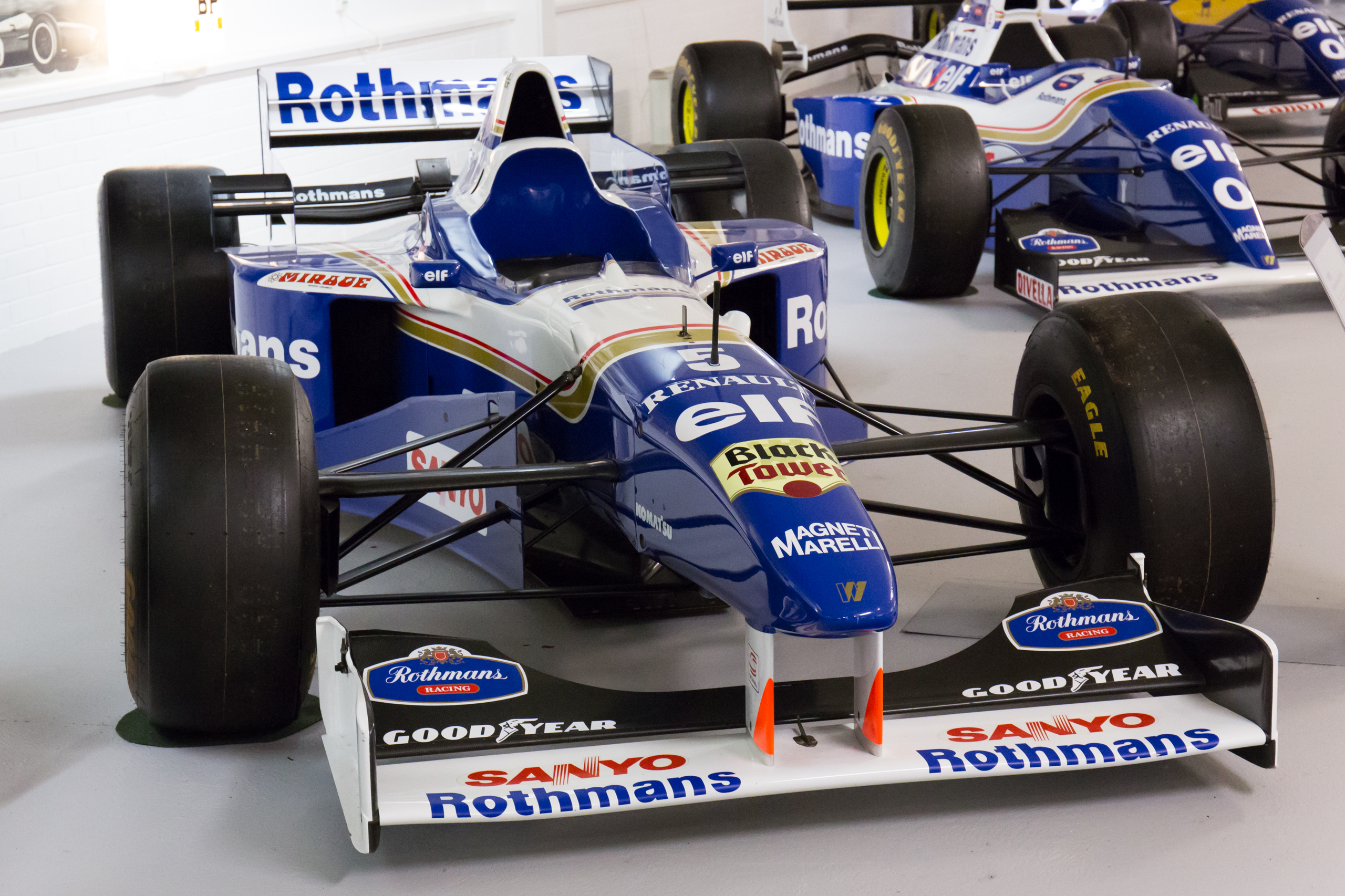
La Williams FW18 de Damon Hill exposée au musée Donington Grand Prix Collection.

Après deux saisons placées sous la domination du tandem Benetton Formula-Michael Schumacher, la saison 1996 s'annonce plus disputée avec la dissolution de cette alliance, l'Allemand étant parti chez Ferrari encore en reconstruction. La principale nouveauté au sein de l'équipe Williams est l'arrivée de Jacques Villeneuve, vainqueur l'année précédente du championnat CART et des 500 miles d'Indianapolis. La FW18 s'annonce rapidement comme la meilleure voiture du plateau, rappelant les belles heures de 1992 et 1993.
Dès l'ouverture de la saison sur le nouveau tracé de Melbourne en Australie, Villeneuve réalise la pole position pour sa première apparition en Grand Prix, une première depuis Carlos Reutemann en Argentine en 1972. Le Canadien passe ses vingt-neuf premiers tours en Formule 1 en tête, cède momentanément les commandes à son coéquipier à la faveur des arrêts aux stands, puis la récupère après l'arrêt de son coéquipier. Au cinquante-quatrième tour, alors que quatre tours restent à couvrir, Villeneuve, qui mène toujours, est en proie à des soucis de moteur et doit ménager sa mécanique. Il cède le commandement à Hill qui remporte le Grand Prix. Hill et Williams n'avaient plus occupé la tête du championnat depuis le Grand Prix de Saint-Marin 1995. Le Britannique poursuit sur sa lancée au Brésil, où il obtient la pole position et s'impose, quand Villeneuve part troisième et abandonne après être parti en tête-à-queue alors qu'il luttait pour la deuxième place avec la Benetton de Jean Alesi. Hill gagne en Argentine où il savait réalisé la pole position. Trois victoires en trois courses affirment ses prétentions pour le titre qui lui échappe depuis plusieurs années. Il dispose de 18 points d'avance sur son équipier (30 à 12).
Lors de la quatrième épreuve de la saison, au Grand Prix d'Europe sur le Nürburgring, les Williams sont en première ligne, Hill devant Villeneuve. Le Britannique manque son départ et termine quatrième quand Villeneuve remporte sa première victoire ; Hill concède sept points à son équipier (33 à 22). À Saint-Marin, si les Williams sont battues en qualifications par la Ferrari F310 de Schumacher, Hill retrouve la victoire tandis que Villeneuve renonce sur un problème de suspension. Williams-Renault a remporté les cinq premières épreuves de la saison, obtenu deux doublés, quatre pole positions et domine le championnat constructeurs avec 40 points d'avance sur Ferrari (65 à 25). Hill semble plus que jamais en mesure de remporter son premier titre mondial, avec 21 points d'avance sur son équipier (43 à 22), son seul adversaire au championnat.
L'hécatombe de Monaco n'épargne pas les monoplaces de l'écurie de Grove, dont la domination subit un coup d'arrêt. Hill s'élance deuxième et Villeneuve dixième et ne font pas partie des trois monoplaces à rallier l'arrivée, Hill cassant son moteur et Villeneuve s'accrochant avec la Forti de Luca Badoer en tentant de lui prendre un tour.
Lors de la course suivante, en Espagne, les Williams monopolisent à nouveau la première ligne, mais les conditions chaotiques permettent à Michael Schumacher de remporter sa première victoire avec Ferrari, Villeneuve terminant troisième et Hill abandonnant sur tête-à-queue. Au Canada et en France, Williams obtient deux doublés consécutifs, Hill devant Villeneuve, malgré la sixième place sur la grille du Québécois sur le tracé nivernais. L'Anglais s'étant imposé sur les terres du Canadien, la réciproque a lieu à Silverstone. Hill réplique à Hockenheim, où Villeneuve termine troisième, avant de répondre à son coéquipier en Hongrie. Cette dixième victoire et ce cinquième doublé de la saison en douze courses conduisent au huitième titre mondial de Williams (qui rejoint Ferrari en tant qu'écurie la plus titrée en Formule 1) alors que quatre Grands Prix restent à courir. Villeneuve grâce à cette victoire, revient à 17 points de son coéquipier (79 à 62).
En Belgique, Villeneuve et Hill sont en première ligne mais terminent deuxième et cinquième, battus par la Ferrari de Schumacher ; le Canadien revient à 13 points de son coéquipier (81 à 68).
En Italie, Hill rate une première occasion de remporter le titre : il part en première ligne aux côtés de son équipier qui négocie mal le premier tour et se retrouve cinquième quand Hill occupe la tête, le Britannique ayant besoin de s'imposer tandis que Villeneuve ne fait pas mieux que quatrième, il est champion du monde virtuel. Au cinquième passage, Hill part à la faute et abandonne alors que Villeneuve termine septième. Au Portugal, malgré la pole position de Hill, Villeneuve, parti deuxième, gagne et revient à neuf unités (87 à 78) avant le final de Suzuka.
Lors du dernier Grand Prix de la saison, Villeneuve s'offre les moyens de devenir le premier débutant champion du monde de Formule 1 en obtenant la pole position devant Hill, qui a passé toute la saison en première ligne, une première depuis Ayrton Senna en 1989, et réalise son 17e départ consécutif en première ligne (série entamée au Grand Prix d'Australie 1995), ce qui, pour l'époque, est la deuxième plus longue série, derrière les 24 de Senna entre les Grands Prix d'Allemagne 1988 et d'Australie 1989. Pour être sacré, Villeneuve doit gagner sans que Hill ne marque de point mais il manque son départ et pointe au sixième rang au premier virage quand Hill est en tête. Jamais en mesure d’inquiéter son rival, le Canadien perd une roue et abandonne, permettant à Damon Hill de devenir champion du monde, vingt-huit ans après le second sacre de son père Graham Hill, une première dans l'histoire de la Formule 1. Hill est également le premier champion du monde britannique depuis Nigel Mansell en 1992, déjà sur Williams-Renault.
Comme en 1992 et 1993, la domination des Williams-Renault a été totale avec 12 victoires, 12 pole positions, 21 podiums sur 32 possibles, six doublés, neuf premières lignes verrouillées et 175 points sur 256 possibles.

## Résultats en championnat du monde de Formule 1
| Saison | Écurie                    | Moteur          | Pneus    | Pilotes            | Courses | Courses | Courses | Courses | Courses | Courses | Courses | Courses | Courses | Courses | Courses | Courses | Courses | Courses | Courses | Courses | Points inscrits | Classement |
| Saison | Écurie                    | Moteur          | Pneus    | Pilotes            | 1       | 2       | 3       | 4       | 5       | 6       | 7       | 8       | 9       | 10      | 11      | 12      | 13      | 14      | 15      | 16      | Points inscrits | Classement |
| ------ | ------------------------- | --------------- | -------- | ------------------ | ------- | ------- | ------- | ------- | ------- | ------- | ------- | ------- | ------- | ------- | ------- | ------- | ------- | ------- | ------- | ------- | --------------- | ---------- |
| 1996   | Rothmans Williams Renault | Renault RS8 V10 | Goodyear |                    | AUS     | BRÉ     | ARG     | EUR     | SMR     | MON     | ESP     | CAN     | FRA     | GBR     | ALL     | HON     | BEL     | ITA     | POR     | JAP     | 175             | Champion   |
| 1996   | Rothmans Williams Renault | Renault RS8 V10 | Goodyear | Damon Hill         | 1er     | 1er     | 1er     | 4e      | 1er     | Abd     | Abd     | 1er     | 1er     | Abd     | 1er     | 2e      | 5e      | Abd     | 2e      | 1er     | 175             | Champion   |
| 1996   | Rothmans Williams Renault | Renault RS8 V10 | Goodyear | Jacques Villeneuve | 2e      | Abd     | 2e      | 1er     | 11e     | Abd     | 3e      | 2e      | 2e      | 1er     | 3e      | 1er     | 2e      | 7e      | 1er     | Abd     | 175             | Champion   |

Légende : ici 